# Kanton La Grand-Combe
Kanton La Grand-Combe (francouzsky Canton de La Grand-Combe) je francouzský kanton v departementu Gard v regionu Languedoc-Roussillon. Tvoří ho šest obcí.

## Obce kantonu
- Branoux-les-Taillades
- La Grand-Combe
- Lamelouze
- Laval-Pradel
- Les Salles-du-Gardon
- Sainte-Cécile-d'Andorge